# Liste der Mitglieder der American Academy of Arts and Sciences/1983
Im Jahr 1983 wählte die American Academy of Arts and Sciences 86 Personen zu ihren Mitgliedern.

## Neu gewählte Mitglieder
- Edward Penley Abraham (1913–1999)
- Phillip Elias Areeda (1930–1995)
- John Lawrence Ashbery (1927–2017)
- Peter Shaw Ashton (* 1934)
- Richard Axel (* 1946)
- Robert Weierter Balluffi (1924–2022)
- Fred Basolo (1920–2007)
- Olle Erik Björkman (1933―2021)
- Pierre Bourdieu (1930–2002)
- Raymond Edward Brown (1928–1998)
- Jesse Herbert Choper (* 1935)
- Giuseppe Colombo (1920–1984)
- Denis Donoghue (1928–2021)
- Peter Ferdinand Drucker (1909–2005)
- Bradley Efron (* 1938)
- Christina Enroth-Cugell (1919–2016)
- Philippa Ruth Foot (1920–2010)
- Kenichi Fukui (1918–1998)
- Martin Frank Gellert (* 1929)
- Gerhard Hans Giebisch (1927–2020)
- Herman Heine Goldstine (1913–2004)
- Stephen Jay Gould (1941–2002)
- H. Paul Grice (1913–1988)
- Victor William Guillemin (* 1937)
- Theodor Wolfgang Hänsch (* 1941)
- Prudence Oliver Harper (* 1933)
- Hugh Heclo (1943–2017)
- John Paul Holdren (* 1944)
- Michael Eliot Howard (1922–2019)
- Franz Huber (1925–2017)
- Halil İnalcık (1916–2016)
- Erich Peter Ippen (* 1940)
- Kimishige Ishizaka (1925–2018)
- Carson Dunning Jeffries (1922–1995)
- Ronald Winthrop Jones (1931–2022)
- David Benjamin Kaplan (* 1933)
- Robert Owen Keohane (* 1941)
- Jack Leo Kerrebrock (1928–2019)
- Stephen Martin Krane (1927–2015)
- Murray Krieger (1923–2000)
- Anne Osborn Krueger (* 1934)
- Martin David Kruskal (1925–2006)
- James Stephen Langer (* 1934)
- Bernard Lewis (1916–2018)
- David Kellogg Lewis (1941–2001)
- Stanley Lieberson (1933–2018)
- George Michael Low (1926–1984)
- James David McCawley (1938–1999)
- William Laughlin McMillan (1936–1984)
- Nicholas Constantine Metropolis (1915–1999)
- Stanley Milgram (1933–1984)
- César Milstein (1927–2002)
- Jerome Namias (1910–1997)
- David Gordon Nathan (* 1929)
- John Ulric Nef (1899–1988)
- Fernando Nottebohm (* 1940)
- Stefan Nowak (1925–1989)
- Douglas Whiting Rae (* 1939)
- Alfred Guillou Redfield (1929–2019)
- Albert John Reiss (1922–2006)
- Richard McKay Rorty (1931–2007)
- Albert Joseph Rosenthal (1919–2010)
- Arthur Harold Rubenstein (* 1937)
- Thomas John Sargent (* 1943)
- David Stephen Saxon (1920–2005)
- John Anthony Schellman (1924–2014)
- Phillip Allen Sharp (* 1944)
- Yakov Grigoryevich Sinai (* 1935)
- Gabor Arpad Somorjai (1935–2025)
- Andrew Michael Spence (* 1943)
- Shalom Spiegel (1899–1984)
- Harold Mead Stark (* 1939)
- Herbert Stein (1916–1999)
- Joseph Eugene Stiglitz (* 1943)
- Jurij Striedter (1926–2016)
- James Lloyd Sundquist (1915–2016)
- Keith Vivian Thomas (* 1933)
- Ray John Weymann (* 1934)
- Bernard Arthur Owen Williams (1929–2003)
- Oliver Eaton Williamson (1932–2020)
- Allan Charles Wilson (1934–1991)
- Shmuel Winograd (1936–2019)
- Sheldon Malcolm Wolff (1930–1994)
- Raymond Edwin Wolfinger (1931–2015)
- Harry Woolf (1923–2003)
- Shing-Tung Yau (* 1949)